# Стойменов, Пётр
Пётр Стойменов (болг. Петър Стоименов; род. 8 апреля 1960, София) — болгарский боксёр, представитель тяжёлой весовой категории. Выступал за сборную Болгарии по боксу в период 1978—1988 годов, бронзовый призёр чемпионата мира, обладатель двух бронзовых медалей чемпионатов Европы, бронзовый призёр турнира «Дружба-84», победитель и призёр многих турниров международного значения, участник двух летних Олимпийских игр.

## Биография
Пётр Стойменов родился 8 апреля 1960 года в Софии, Болгария. Проходил подготовку в боксёрском клубе «Славия».
Впервые заявил о себе в сезоне 1978 года, одолев всех оппонентов на чемпионате Европы среди юниоров в Дублине, в частности в решающем поединке взял верх над немцем Улли Каденом.
В 1979 году вошёл в основной состав болгарской национальной сборной и выступил в супертяжёлой весовой категории на чемпионате Европы в Кёльне, где в первом же поединке на стадии четвертьфиналов был остановлен представителем ФРГ Петером Хуссингом.
Благодаря череде удачных выступлений удостоился права защищать честь страны на летних Олимпийских играх 1980 года в Москве — в категории свыше 81 кг благополучно прошёл первого соперника по турнирной сетке, тогда как во втором четвертьфинальном бою досрочно проиграл восточногерманскому боксёру Юргену Фангхенелю.
На европейском первенстве 1981 года в Тампере уступил в четвертьфинале югославу Азизу Салиху.
В 1982 году побывал на чемпионате мира в Мюнхене, откуда привёз награду бронзового достоинства, выигранную в супертяжёлом весе — в полуфинале был побеждён итальянцем Франческо Дамиани.
На чемпионате Европы 1983 года в Варне так же завоевал бронзовую медаль, снова уступив итальянцу Дамиани.
Должен был принимать участие в Олимпийских играх 1984 года в Лос-Анджелесе, однако Болгария вместе с другими странами социалистического лагеря бойкотировала эти соревнования по политическим причинам. Вместо этого Стойменов выступил на альтернативном турнире «Дружба-84», где завоевал бронзовую медаль в категории свыше 91 кг — здесь в полуфинале его остановил советский боксёр Валерий Абаджян.
На чемпионате Европы 1985 года в Будапеште попасть в число призёров не смог, на стадии четвертьфиналов потерпел поражение от местного венгерского боксёра Ференца Шомоди, который в итоге и стал победителем первенства континента.
В 1986 году на мировом первенстве в Рино сумел выиграть у представлявшего Канаду Леннокса Льюиса, будущего многократного чемпиона мира среди профессионалов, однако затем в первом же раунде был нокаутирован титулованным кубинцем Теофило Стивенсоном.
На европейском первенстве 1987 года в Турине добавил в послужной список ещё одну награду бронзового достоинства, на сей раз проиграл в полуфинале советскому боксёру Александру Ягубкину.
Находясь в числе лидеров боксёрской команды Болгарии, Стойменов прошёл отбор на Олимпийские игры 1988 года в Сеуле — уже в стартовом поединке с чехословаком Петером Гривняком получил травму и проиграл досрочно во втором раунде. По окончании этих соревнований принял решение завершить спортивную карьеру.